# غابة لسبوس المتحجرة

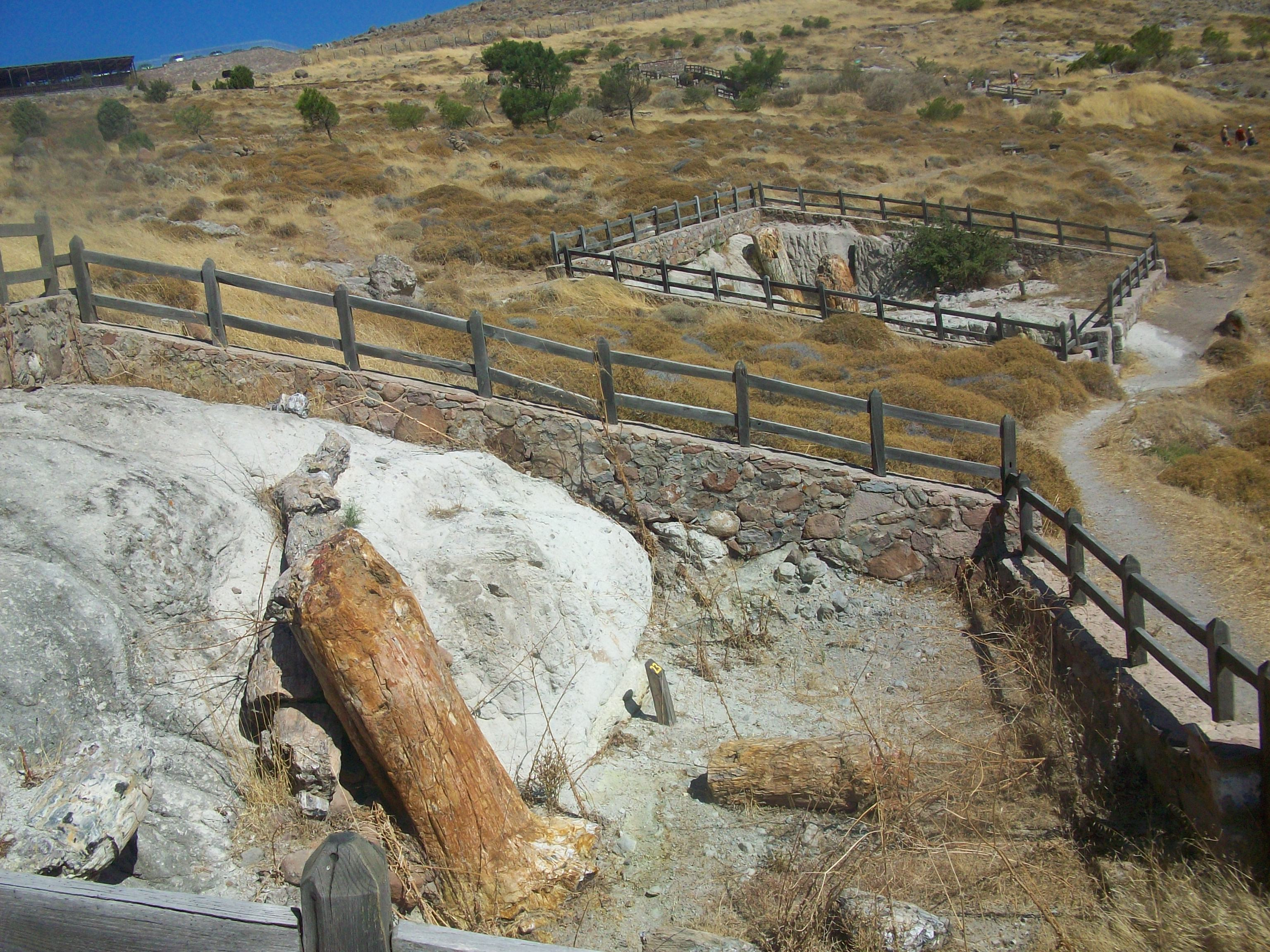
الغابة المتحجرة لسبوس

غابة ليسبوس المتحجرة هي غابة خشبية متحجرة في جزيرة ليسبوس في اليونان. تم تحديده كنصب طبيعي محمي. تشكلت الغابة المتحجرة في لسبوس من بقايا النباتات المتحجرة،
والتي يمكن العثور عليها في العديد من المناطق في الجزء الغربي من جزيرة ليسبوس. المنطقة المحاطة بقرى إريسوس وأنتيسا وسيغري كثيفة للغاية في جذوع الأشجار المتحجرة وتشكل الغابة المتحجرة في لسبوس، والتي يديرها متحف التاريخ الطبيعي لغابة ليسفوس المتحجرة. يمكن العثور على أحافير نباتية معزولة في أجزاء أخرى كثيرة من الجزيرة، بما في ذلك قرى ميثيمنا، بوليخنيتوس، بلوماري وأكراسي.
غابة لسبوس المتحجرة هي منطقة جغرافية رئيسية لـ«ليسفوس جيوبارك».

## اليونسكو للتراث العالمي
تم اقتراح غابة لسبوس المتحجرة، اعتبارًا من ربيع 2014، في قائمة اليونسكو المؤقتة لمواقع التراث العالمي.

## روابط خارجية
- غابة لسبوس المتحجرة - حديقة جيولوجية أوروبية وعالمية نسخة محفوظة 29 يونيو 2015 على موقع واي باك مشين.
- متحف التاريخ الطبيعي لغابة ليسفوس المتحجرة
- حائز على جائزة «EDEN - الوجهات الأوروبية المتميزة» كوجهة سياحية غير تقليدية لعام 2009